# يوسوكي ايغاوا
يوسوكي ايغاوا (باليابانية: 井川 祐輔) (30 أكتوبر 1982 في أوساكا في اليابان – )؛ هو لاعب كرة قدم ياباني سابق كان يلعب كمدافع.

## وصلات خارجية
- يوسوكي ايغاوا على موقع رابطة كرة القدم اليابانية للمحترفين (اليابانية)
- يوسوكي ايغاوا على موقع قاعدة بيانات كرة القدم.إي يو (الإنجليزية)
- يوسوكي ايغاوا على موقع Soccerway.com (الإنجليزية)
- يوسوكي ايغاوا على موقع عالم كرة القدم.نت (الإنجليزية)
- يوسوكي ايغاوا على موقع كووورة